# 仙台物産
仙台物産株式会社（せんだいぶっさん）は、かつて存在した仙台市宮城野区扇町に営業本部、同区鶴巻に管理本部および登記上の本店を置き、スーパーマーケットを運営していた企業。

## 概要
民事再生手続き中の株式会社モリヤの営業譲渡を受けた伏見屋ホールディングス（本社：秋田県仙北市）によって受け皿会社として設立された。
すでに伏見屋HDは、仙台市に本拠を置くスーパーマーケットであるサンマリを傘下にしており、業容拡大を図り、差別化を図っていく方針を明らかにしていたが、2015年4月1日付で、サンマリの子会社であるフレールとともに吸収合併され解散した。サンマリに移行後も、仙台物産が運営していた「モリヤ」と「スーパービッグ」の2ブランドは継続して運営される。
その後経営を引き継いだサンマリは2023年に同じ伏見屋ホールディングス傘下で「マルホンカウボーイ」などを運営していた本間物産へ譲渡し2024年1月解散。本間物産は2025年2月までに全店を閉店し、クスリのアオキへ事業譲渡した。

## 沿革
- 2011年（平成23年）
  - 5月19日 - 仙台物産株式会社として設立。
  - 7月31日 - 株式会社モリヤより運営店舗を譲受し、実態のある企業としての事業開始。
- 2015年（平成27年）4月1日 - サンマリに吸収合併され解散。仙台物産が運営していた2ブランドは、サンマリのブランドとして継承した。

## 展開店舗
以下は、仙台物産移行後に展開している店舗で、サンマリ運営移行時点で継続されていた店舗。特記がない限り譲渡され本間物産運営後、2025年2月に閉店し、クスリのアオキへ事業譲渡されている。いずれも宮城県内。

### スーパービッグ
- 六丁の目店（仙台市若林区）
- 吉成店（仙台市青葉区）- 以前はビッグハウス吉成店
- 東中田店（仙台市太白区）-（パワーズからスーパービッグへ再度名称変更）

### フレッシュフードモリヤ
- 幸町店（仙台市宮城野区）- 2013年10月20日閉店
- 今泉店（仙台市若林区）- 後の プロマート今泉店
- 落合店（仙台市青葉区）
- 大学病院前店（仙台市青葉区）
- 長町店（仙台市太白区）
- 沖野店（仙台市若林区）
- 村田店（柴田郡村田町）- 以前は スーパービック村田店、後の マルホンカウボーイ村田店。2025年2月24日に閉店したが、2025年3月13日にクスリのアオキ傘下で再オープン
- 旭ヶ丘店（仙台市青葉区）